# A del Monte örökösök
A del Monte örökösök (eredeti cím: Los Herederos del Monte ) 2011-ben vetített amerikai-kolumbiai telenovella, amelyet Víctor Carrasco alkotott. A főbb szerepekben Marlene Favela, Mario Cimarro, Margarita Muñoz, José Luis Reséndez, Fabián Ríos, Jonathan Islas, Alejandra Sandoval és Ezequiel Montalt látható. 
Az Egyesült Államokban 2011. január 10-én mutatta be a Telemundo. Magyarországon a TV2 mutatta be 2021. szeptember 6-án.

## Cselekmény
Az öt örökbefogadott testvér apjuk halála után megkapják a földbirtokát. Azonban föld egy részét Paula kapja, akiről kiderül, hogy az apjuk vér szerinti gyereke. Juan del Monte és Paula egymásba szeretnek, aminek következtében Juan elhagyja Julietát. De amikor Julieta teherbe esik, Juan feleségül veszi, de végül a nő a elveszíti a babát, így elhagyja. Jose rájön, hogy Paula és anyja hazudtak mindenkinek és nem ő Emilio lánya, így Jose megzsarolja Paulát, és arra kényszeríti, hogy elhagyja Juant.

## Szereplők
| Szereplő              | Színész                | Magyar hang            | Leírás |
| --------------------- | ---------------------- | ---------------------- | --- |
| Paula del Monte       | Marlene Favela         | Nagy Katica            | Sofia és Gustavo lánya. Azt hazudta, hogy Emilio lánya, hogy megszerezze a vagyonát, szerelmes Juanba.          |
| Juan del Monte        | Mario Cimarro          | Szabó Máté             | Emilio és Clarisa fia, szerelmes Paulába.                                                                       |
| Julieta Millán        | Margarita Muñoz        | Dobó Enikő             | Miguel és Rosa lánya, Consuelo és Rosario nővére szerelmes volt Pedróba, és Juanba, utálja Paulát.              |
| José del Monte        | José Luis Reséndez     | Papp Dániel            | Emilio és Clarisa fia, Beatriz fiának apja. Börtönbe kerül.                                                     |
| Gaspar del Monte      | Fabián Ríos            | Szatory Dávid          | Emilio és Clarisa fia, Guadalupe férje.                                                                         |
| Lucas del Monte       | Jonathan Islas         | Hajdú Tibor            | Emilio és Clarisa fia, szerelmes volt Paulába, majd Rosarioba.                                                  |
| Guadalupe Mardones    | Alejandra Sandoval     | Szabó Luca             | Eleuterio és Inés lánya, Gaspar felesége, Beatriz barátja, Gaspar lányának anyja.                               |
| Pedro del Monte       | Ezequiel Montalt       | Dévai Balázs           | Emilio és Clarisa fia, szerelmes volt Julietába és Bertába, majd Beatriz szerelme lett.                         |
| Rosario Millán        | Carla Giraldo          | Hermann Lilla          | Miguel és Rosa lánya, szerelmes Lucasba, Julieta és Consuelo nővére.                                            |
| Beatriz Pereira       | Margarita Reyes        | Sallai Nóra            | Efraín elhidegült felesége, Simon anyja.                                                                        |
| Efraín Mardones       | Pedro Rendón           | Czető Roland           | Modesto fia, Beatriz elhidegült férje. Összejön Adelával.                                                       |
| Johnny Delgado        | Juan Pablo Obregón     | Moser Károly           | A del Monte családnak dolgozik, Consuelo férje.                                                                 |
| Consuelo Millán       | Karina Cruz            | Molnár Ilona           | Miguel és Rosa lánya, Johnny felesége, Nacho megerőszakolta.                                                    |
| Amador Cereceda       | Emerson Rodriguez      | Czető Ádám             | Lucas biológiai testvére szerelmes volt Rosarioba.                                                              |
| Berta Soto            | Natasha Klauss         | Pap Katalin            | A Millán család cselédje, majd a del Monte családé, szerelmes Modestoba.                                        |
| Eleuterio Mardones    | Didier Van Den Hove    | Mesterházy Gyula       | Modesto testvére, Guadalupe apja, Inés volt férje.                                                              |
| Rosa Cifuentes        | Margarita Durán        | Orosz Anna             | Miguel felesége, Julieta, Consuelo és Rosario anyja, Emilio del Monte egykori szeretője, Sofia egykori barátja. |
| Sofia Cañadas         | Diana Quijano          | Kisfalvi Krisztina     | Paula anyja, Emilio egykori szeretője, Miguel, Gustavo és Rosa egykori barátja.                                 |
| Miguel Millán         | Javier Delgiudice      | Pusztaszeri Kornél     | Rosa férje, Rosario, Consuelo és Julieta apja.                                                                  |
| Modesto Mardones      | Modesto Mardones       | Haagen Imre            | Eleuterio bátyja, Efraín apja, a del Monte család egykori komornyikja, szerelmes Bertába.                       |
| Adela                 | Katharine Porto        | Bogdányi Titanilla     | Paula legjobb barátja.                                                                                          |
| Emilio del Monte      | Roberto Vander         | Rosta Sándor           | Öt fiú apja. Úgy gondolják, hogy meghalt, valójában túszul ejtették és plasztikai műtéten esett át.             |
| Gustavo del Fierro    | Andres Felipe Martinez | Fekete Zoltán          | Paula és a del Monte család ügyvédje, Sofia szeretője.                                                          |
| Esteban Montero       | Alejandro Lopez        | Posta Victor           | Gazember, szerelmes Paulába.                                                                                    |
| Emiliano Lopez Oberto | Javier Gómez           | Horváth-Töreki Gergely | Üzletember, Caroline férje.                                                                                     |
| Carmen Cereceda       | Maria Leon             | Szórádi Erika          | Lucas és Amador biológiai anyja.                                                                                |
| Magda                 | Maria Cristina Galindo | Ősi Ildikó             | Egy nő, aki segített Emilio del Montenak, Ángel felesége.                                                       |
| Ángel                 | Carlos Ulises Villa    | Karsai István          | Egy férfi, aki segített Emilio del Montenak, Magda férje.                                                       |

## Évados áttekintés
| Évad | Évad | Epizódok száma | Eredeti sugárzás | Eredeti sugárzás | Eredeti sugárzás | Magyar sugárzás     | Magyar sugárzás   | Magyar sugárzás |
| Évad | Évad | Epizódok száma | Évadpremier      | Évadfinálé       | Eredeti adó      | Évadpremier         | Évadfinálé        | Magyar adó      |
| ---- | ---- | -------------- | ---------------- | ---------------- | ---------------- | ------------------- | ----------------- | --------------- |
|      | 1.   | 128            | 2011. január 10. | 2011. július 15. |                  | 2021. szeptember 6. | 2022. március 11. |                 |